# Ghosts de Casper
Les Ghosts de Casper, connus de 2001 à 2007 en tant que Rockies de Casper (en anglais : Casper Ghosts et Casper Rockies), étaient une équipe de ligue mineure de baseball de niveau recrue basée de 2001 à 2011 à Casper, dans le Wyoming aux États-Unis, et qui faisait partie de la Pioneer League.
Première équipe de la Pioneer League à être établie dans l'État du Wyoming, les Rockies ou Ghosts étaient un club affilié des Rockies du Colorado de la Ligue majeure de baseball. À partir de 2002, ils jouaient leurs matchs locaux au Mike Lansing Field, un stade pouvant accueillir 2 500 personnes. Ils faisaient partie de la division Sud de la Pioneer League.

## Histoire
Le club de Casper est à l'origine fondé à Butte, dans le Montana, où il joue sous le nom des Copper Kings de Butte de 1978 à 1985 et de 1987 à 2000.
Affilié à plusieurs franchises différentes lorsqu'il évolue au Montana, le club est relocalisé à Casper dans le Wyoming à partir de la saison 2001, qui est celle où débute une association avec les Rockies du Colorado de la Ligue majeure de baseball.

Logo des Rockies de Casper, 2001 à 2007.

L'équipe, connue sous le nom de Rockies de Casper de 2001 à 2007, change en 2008 son nom pour Casper Ghosts, ou « Fantômes » de Casper, un jeu de mots avec le populaire personnage de bande-dessinée Casper le gentil fantôme. L'équipe est remarquée à l'extérieur de Casper pour ses casquettes qui brillent dans l'obscurité (glow in the dark), un coup publicitaire inédit,. Le changement, annoncé le jour de l'Halloween 2007, est fait en accord avec Classic Media, qui détient les droits sur l'image et le nom de Casper le fantôme.
En janvier 2011, Monfort Investment Group, dirigés par les propriétaires des Rockies du Colorado, Charlie et Dick Monfort, achètent les Ghosts de Casper. Au terme de la 11e saison à Casper, le club est déménagé à Grand Junction au Colorado par les frères Monfort, où ils deviennent en 2012 les Rockies de Grand Junction.
Sur le terrain, le club de Casper a peu de succès durant ses 11 saisons, aucune gagnante. Leur meilleure année est 2005, avec 38 victoires et 38 défaites.
Ubaldo Jiménez (en 2002), Dexter Fowler (en 2005), Everth Cabrera (en 2006) et Jhoulys Chacín (en 2006) comptent parmi les joueurs ayant commencé leur carrière professionnelle à Casper avant de rejoindre la Ligue majeure de baseball. Les gens de Casper ont aussi eu la chance de voir évoluer la légende des Rockies du Colorado Todd Helton, assigné aux Ghosts pour 3 parties en 2010 afin de reprendre la forme après une absence causée par une blessure.